# Lapptåtel
Lapptåtel (Deschampsia atropurpurea) är en gräsart som först beskrevs av Göran Wahlenberg, och fick sitt nu gällande namn av Scheele. I den svenska databasen Dyntaxa används istället namnet Vahlodea atropurpurea. Enligt Catalogue of Life ingår Lapptåtel i släktet tåtlar och familjen gräs, men enligt Dyntaxa är tillhörigheten istället släktet lapptåtlar och familjen gräs. Arten är reproducerande i Sverige. Inga underarter finns listade i Catalogue of Life.

## Bildgalleri

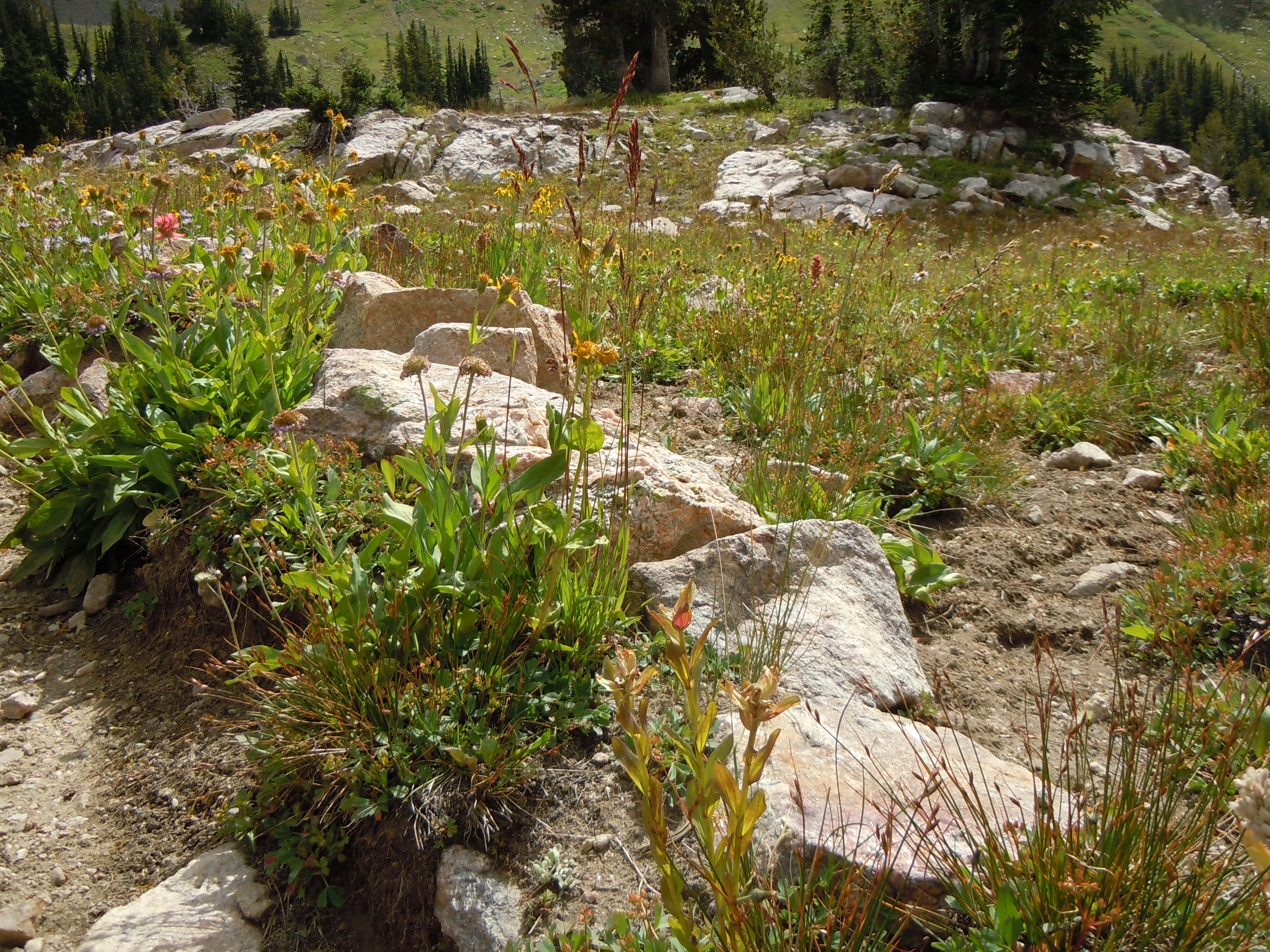